# Paulo Londra
Paulo Ezequiel Londra Farías, bolj znan kot Paulo Londra, argentinski pevec, * 12. april 1998, Córdoba, Argentina. 

## Življenjepis
Paulo Londra se je rodil 12. aprila 1998 v mestu Córdoba v Argentini. 
V otroštvu in mladostništvu je živel v zelo enotnem domu; Po besedah Londre je bila njegova družina vedno z njim in vedno je dobival podporo v njegovi glasbeni karieri. 

### Glasbena kariera
Svojo glasbeno kariero je začel januarja 2017, ko je izdal svoj prvi singel, "Sprosti se" , od takrat je začel skladati in nadaljevati z izdajanjem pesmi. 
Umetnik Ed Sheeran je julija 2019 sodeloval s Paulom Londra pri eni od njegovih pesmi "Nothing on you", ki je del njegovega novega albuma.  

## Diskografija
- Homerun [7]